# Нестеренко, Никита Валентинович
Ники́та Валенти́нович Нестере́нко (укр. Микита Валентинович Нестеренко; род. 15 апреля 1991, Днепропетровск) — украинский легкоатлет, специалист по метанию диска. Выступает за сборную Украины по лёгкой атлетике с 2007 года, чемпион мира среди юношей, многократный победитель и призёр первенств национального значения, участник трёх летних Олимпийских игр.

## Биография
Никита Нестеренко родился 15 апреля 1991 года в городе Днепропетровске Украинской ССР.
Обладая большим ростом, в детстве занимался в баскетболом, но после того как его выгнали из секции в возрасте 11 лет перешёл в лёгкую атлетику — первое время пробовал бегать, затем выбрал в качестве основной специализации метание диска. Окончил Днепропетровскую специализированную детско-юношескую школу олимпийского резерва № 3, Днепропетровскую областную школу высшего спортивного мастерства, Днепропетровское высшее училище физической культуры. Проходил подготовку под руководством тренера Виктора Яковлевича Олейника. Выступал за спортивное общество «Динамо».
Впервые заявил о себе на международном уровне в сезоне 2007 года, когда вошёл в состав украинской национальной сборной и выступил на юношеском мировом первенстве в Остраве, где в зачёте метания диска превзошёл всех соперников и завоевал золотую медаль.
В 2008 году выиграл зимний и летний чемпионаты Украины, взял бронзу на юниорском мировом первенстве в Быдгоще.
В 2009 году был лучшим на юниорском европейском первенстве в Нови-Саде.
На юниорском мировом первенстве 2010 года в Монктоне стал четвёртым.
В 2011 году победил в молодёжной категории на Кубке Европы по зимним метаниям в Софии, получил серебро на молодёжном европейском первенстве в Остраве, был четвёртым на Универсиаде в Шэньчжэне.
В 2012 году вновь стал чемпионом Украины в метании диска, выступил на чемпионате Европы в Хельсинки. Благодаря череде удачных выступлений удостоился права защищать честь страны на летних Олимпийских играх в Лондоне — в программе метания диска показал результат 59,17 метра, чего оказалось недостаточно для выхода в финал.
В 2013 году стал вторым в молодёжной категории на Кубке Европы по зимним метаниям в Кастельоне, девятым на командном чемпионате Европы в Гейтсхеде, в то время как на молодёжном европейском первенстве в Тампере в финал не вышел. Помимо этого, выиграл чемпионат Украины в Донецке.
На Кубке Европы по метаниям 2016 года в Араде был третьим, на чемпионате Европы в Амстердаме метнул диск на 61,35 метра, на Олимпийских играх в Рио-де-Жанейро показал результат 60,31.
После Олимпиады в Рио Нестеренко остался действующим спортсменом на ещё один олимпийский цикл и продолжил принимать участие в крупнейших международных стартах. Так, в 2018 году на чемпионате Европы в Берлине с результатом 57,66 метра он занял в финале 12-е место.
Выполнив олимпийский квалификационный норматив (66,00), благополучно прошёл отбор на Олимпийские игры 2020 года в Токио — на сей раз метнул диск на 60,95 метра и вновь остановился на предварительном квалификационном этапе.